# Бій біля Нордкапа
Бій біля Нордкапа (англ. Battle of the North Cape) — морський бій, що стався 26 грудня 1943 року поблизу норвезького мису Нордкап між ескадрою британського флоту та лінійним кораблем німецького флоту «Шарнгорст» у ході морської кампанії в Арктиці в роки Другої світової війни.

## Історія
Наприкінці 1943 року союзники продовжували споряджати до Радянського Союзу арктичні конвої, втім серйозною загрозою для транспортних суден цих конвоїв залишалися великі німецькі кораблі, що базувалися на півночі окупованої Норвегії. Попри тому, що «Тірпіц» був тимчасово виведений з ладу, а «Лютцов» відплив до Німеччини, в норвезьких водах продовжував перебувати «Шарнхорст». В британському адміралтействі вважали, що німці обов'язково захочуть перехопити один із конвоїв і активно готувалися до такого розвитку подій.
Взимку 1943—1944 року союзники спорядили конвої JW 55A, JW 55B і RA 55A. Під час їх проведення, адмірал Брюс Фрезер вирішив змінити тактику конвоювання і розташувати лінкори ближче до конвоїв. Також адмірал дозволив вести радіопереговори, щоб дати німцям можливість виявити конвой. Таким чином він хотів виманити «Шарнгорст» і потопити його. На уточненні завдань командирам кораблів командувач описав свій задум перехопити «Шарнгорст», коли він перебуватиме в положенні між конвоєм та норвезькою базою. Фрезер намагався у умовах арктичної ночі наблизиться до супротивника на відстань 11 000 м, і освітивши німецький лінкор освітлювальними ракетами, відкрити вогонь з гармат головного калібру.
12 грудня конвой JW 55A відплив від берегів Великої Британії до СРСР, одночасно з ним у море вийшов британський лінкор «Дюк оф Йорк», якого супроводжували легкий крейсер «Ямайка» та чотири есмінці «Савідж», «Саумарез», «Скорпіон» і норвезький «Сторд». Брюс Фрезер був упевнений, що «Шарнгорст» обов'язково нападе, тому більшу частину маршруту «Дюк оф Йорк» перебував неподалік конвою. Однак німці взагалі не проявили активності, тому конвой JW 55A без втрат дістався радянських портів.

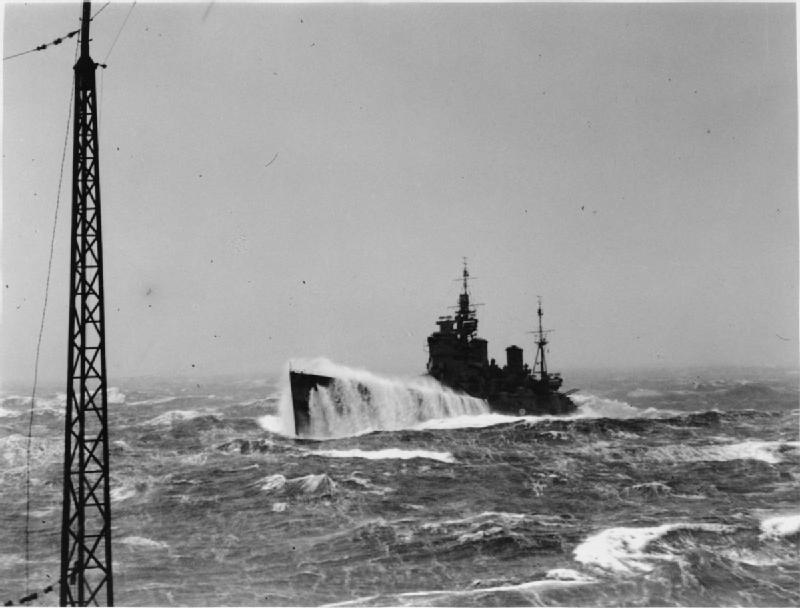
Британський лінійний корабель «Дюк оф Йорк» в арктичних водах. Арктичні конвої

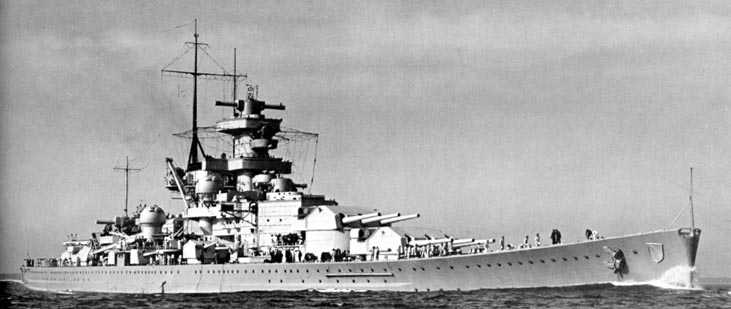
Німецький лінійний корабель «Шарнгорст»

20 грудня 1943 року з Лох-Ів у Шотландії вийшов конвой JW 55B з 19 транспортних та вантажних суден, який прямував з Великої Британії до СРСР. 22 грудня назустріч йому з Кольської затоки вийшов зворотній конвой RA 55A, що повертався до берегів Англії.
Тим часом «Дюк оф Йорк» і кораблі супроводження прибули в ісландське місто Акурейрі. Там вони поповнили запаси палива й увечері 23 грудня знову вийшли у море. Кораблі прикривали конвой і одночасно проводили заняття з опрацювання питань взаємодії в разі атаки «Шарнгорста». 24 грудня Фрезер зменшив відстань між JW 55В і силами дальнього прикриття. Наступного дня погода погіршилася: вітер став значно сильнішим, а морські хвилі більшими. О 9:00 конвой був виявлений німецькою субмариною, яка почала стежити за ним і постійно передавала координати про його місце знаходження. Згодом до спостереження за конвоєм долучилися розвідувальні літаки.
Дізнавшись про перехід конвою, німці вивели на його перехоплення «Шарнгорст» та 5 есмінців. Хоча британський флот не мав інформації про вихід «Шарнгорста», але завдяки даним розвідки, командувач узнав про підготовку німцями атаки.
26 грудня о 3:50 Фрезер наказав збільшити швидкість флагманського корабля, лінкора «Дюк оф Йорка», до 24 вузлів. Тим часом лінкор перебував за 237 миль на південний захід від конвою JW 55В. Німці знаходилися значно ближче — за 100 миль на південний схід, але вони не знали точне місце знаходження конвою.
О 8:40 легкий крейсер «Белфаст» за допомогою радара зміг виявити «Шарнгорст», який через необхідність часто змінювати курс та складні погодні умови втратив контакт зі своїми есмінцями й залишився без прикриття. Три британські крейсери вирішили скористуватися нагодою та атакували «Шарнгорст». Під час бою німецький корабель отримав 8 влучень, одне із яких вивело із ладу радар для пошуку надводних цілей. Однак лінкор вийшов з бою і британці втратили з ним контакт.
О 12:05 «Белфаст» знову виявив «Шарнгорст» і британські крейсери вдруге атакували лінкор, однак два 280-мм снаряди, які потрапили в «Норфолк», змусили їх припинити атаку і чекати на прибуття лінкора «Дюк оф Йорк».
О 16:17 британський лінкор уперше встановив контакт із «Шарнгорстом», не дивлячись на полярну ніч, можливості Type 273Q дозволили виявити німецький корабель на відстані 41,6 км. О 16:36 відстань між лінкорами зменшилася до 12,8 км, одночасно Фрезер наказав есмінцям зайняти позиції для торпедної атаки. Першим вогонь освітлювальними снарядами відкрив «Белфаст», але йому не вдалося засвітити противника. Потім освітлювальні снаряди випустив «Дюк оф Йорк» і британці змогли чітко побачити «Шарнгорст».
О 16:51 «Дюк оф Йорк», перебуваючи на відстані 11000 м, відкрив вогонь з усіх десяти гармат головного калібру. Через 5 хвилин вогонь у відповідь відкрив і «Шарнгорст». Хоча його перший залп ліг з недольотом 2300 м, але наступні снаряди падали набагато ближче до британського лінкора. Першим влучання домігся британський флагман, о 17:08 його снаряд влучив у «Шарнгорст» між авіаційною катапультою та баштою «Цезар», у результаті чого був знищений ангар, а на борту корабля виникла пожежа. Після цього німецький лінкор збільшив швидкість, намагаючись відірватися від противника. Однак через сім хвилин він отримав ще одне попадання — 356-мм снаряд вивів із ладу башту «Бруно».
О 17:17 відстань між кораблями збільшилася до 11,9 км, тому «Дюк оф Йорк» ліг на паралельний курс і почав переслідування. О 18:20 німецький лінкор, збільшивши відстань до 19,6 км, припинив вогонь. Однак наступної хвилини снаряд, випущений із «Дюк оф Йорка», потрапив у машинне відділення і розірвав головну паровідвідну трубу. Хоча німці швидко її відремонтували, але корабель вже не міг розвинути швидкість більш ніж 22 вузли і відстань між німецьким та британським лінкорами почала швидко скорочуватися. В такій ситуації «Шарнгорст» відразу поновив вогонь і добився двох влучень у «Дюк оф Йорк».
Через вихід з ладу радара керування вогнем гармат головного калібру Type 284M, «Дюк оф Йорк» тимчасово припинив вогонь. Враховуючи, що дві із трьох башт головного калібру «Шарнгорста» не могли вести вогонь, Фрезер наказав есмінцям атакувати лінкор.
В атаці взяли участь чотири кораблі, які завдали удару з двох сторін. «Шарнгорст», у свою чергу, переніс вогонь із «Дюк оф Йорка» на есмінці. Жоден із кораблів не отримав прямого влучання, але один 280-мм снаряд розірвався біля «Саумареза», убивши десятьох членів екіпажу. Не дивлячись на протидію, британські есмінці випустили 28 торпед, 3 із яких потрапили в ціль. Через отримані пошкодження швидкість «Шарнгорста» знизилася до 10 вузлів. Тим часом екіпаж «Дюк оф Йорка» відремонтував Type 284M і о 19:01 корабель поновив вогонь з відстані 9500 м. З першого ж залпу, йому вдалося влучити у квартердек «Шарнгорста». Згодом до атаки приєдналися крейсери «Белфаст» та «Ямайка».
О 19:16 німецький лінкор припинив стріляти 280-мм снарядами й Фрезер наказав добити противника торпедами. «Дюк оф Йорк», у свою чергу, вів вогонь головним калібром, добиваючись нових попадань. У результаті обстрілів у кормовій частині «Шарнгорста» відбувся вибух. О 19:29, коли німецький корабель був охоплений полум'ям і почав тонути.
О 19:45 «Шарнгорст» після влучення декількох торпед з британських крейсерів та есмінців, потонув. З 1968 осіб, що перебували на борту, врятувалися тільки 36.
Після його втрати німці вивели з Норвегії більшість важких кораблів, що дозволило зменшити чисельність Флоту Метрополії, а вивільнені сили перекинути в інші регіони.